# Pailón (gemeente)
Pailón is een gemeente (municipio) in de Boliviaanse provincie Chiquitos in het departement Santa Cruz. De gemeente telt naar schatting 45.721 inwoners (2018). De hoofdplaats is Pailón.

## Geboren
- Modesto Molina (1967), Boliviaans voetballer